# Auriflama (tiểu vùng)
Auriflama là một tiểu vùng thuộc bang São Paulo, Brasil. Tiều vùng này có diện tích 2312 km², dân số năm 2007 là 44212 người.